# Deutschordenshaus (Wien)

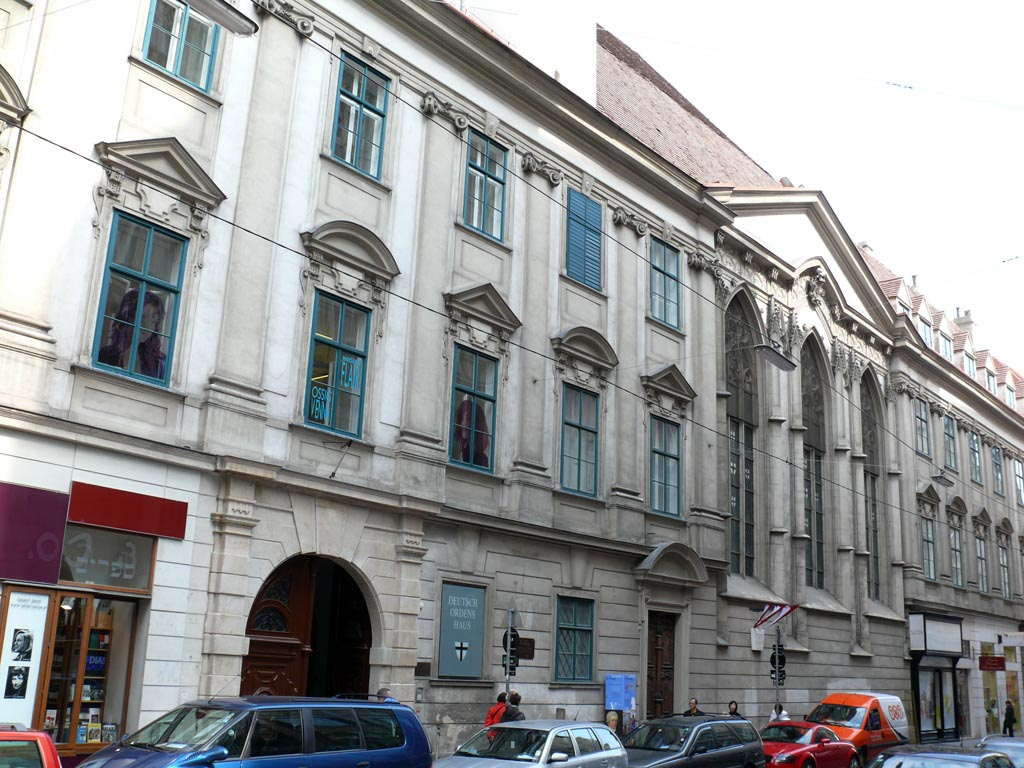
Deutschordenshaus

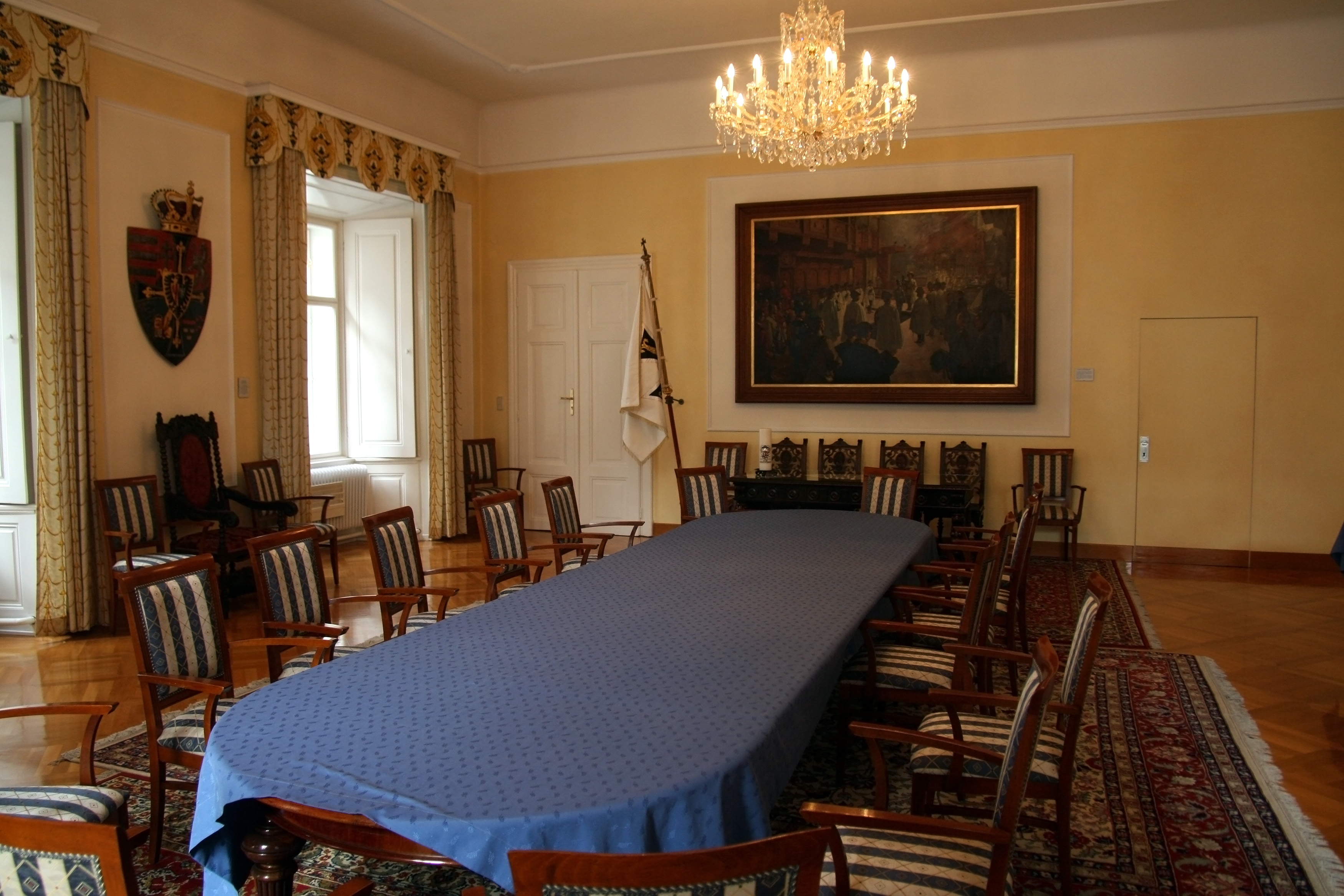
Versammlungsraum, der sogenannte Rittersaal (2012)

Das Deutschordenshaus in Wien befindet sich an der Singerstraße 7 in der Nähe des Stephansdoms und ist heute Sitz des Hochmeisters des Deutschen Ordens. Es erhielt seine heutige Form 1667 und bildet mit der zwischen 1326 und 1375 im gotischen Stil errichteten Deutschordenskirche St. Elisabeth eine Gebäudeeinheit.
Auf Stiege 4 sind Räume des Katholischen Schulamts, des Orthodoxen Schulamts sowie das Zentrum für Weiterbildung der KPH Wien/Krems untergebracht.

## Geschichte der Liegenschaft
Um 1222 siedelte sich an seiner heutigen Stelle der Deutsche Ritterorden an. Die Hochmeister des Ordens waren jahrhundertelang Erzherzöge Österreichs.
Wolfgang Amadeus Mozart, damals 25 Jahre alt, bewohnte mit dem Gefolge des Salzburger Fürsterzbischofs Graf Colloredo ab 18. März 1781 das Haus und wurde bereits ein paar Wochen später, am 2. Mai, vom fürsterzbischöflichen Oberstküchenmeister Karl Graf Arco mit dem legendären Fußtritt unsanft wieder „hinausgebeten“. Von 1863 bis 1865 wohnte Johannes Brahms im obersten Stockwerk des Hauses.
Seit 1809 ist das Deutschordenshaus der Sitz des Hochmeisters des Deutschen Ordens und enthält die öffentlich zugängliche Schatzkammer des Deutschen Ordens, wo unter anderem die Insignien des Ordens gezeigt werden. Auch das historisch bedeutsame Generalarchiv des Deutschen Ordens ist hier untergebracht.
Im Deutschordenshaus befindet sich auch ein Gästehaus.